# 作家探偵・山村美紗
『作家探偵・山村美紗』（さっかたんてい・やまむらみさ）は、2012年から2013年までテレビ東京・BSジャパン共同制作「水曜ミステリー9」で放送されたテレビドラマシリーズ。全3回。主演は浅野ゆう子。
実在の作家である山村美紗・西村京太郎を主人公としたサスペンス。
京都が舞台になっているが、一部シーンは関東地方でも撮られている。

## キャスト

### 主要人物
山村美紗
演 - 浅野ゆう子
ミステリーの女王と呼ばれる推理作家。執筆活動に専念していたため、ここ数年は表舞台から姿を消していた（第1作）。
西村京太郎
演 - 角野卓造
推理作家。美紗の盟友。

### 京都府警察
狩矢荘助
演 - 吉田栄作
捜査一課 警部。
唐崎さと子
演 - 山村紅葉
職員食堂勤務。美紗の親友。
江森夏美
演 - 村井美樹（第1作・第2作）
鑑識課 検死官。
橋口宗雄
演 - やべけんじ（第1作）、小磯勝弥（第2作）、高田宏太郎（第3作）
捜査一課 警部補。
片桐誠
演 - 久保山知洋（第1作）、三浦修（第2作）
捜査一課 刑事。

### その他
三沢克也
演 - 山口竜央
編集者。

### ゲスト
第1作「京都・東山 密室トリック殺人事件」（2012年）
- 早見黄草（青草の娘） - 遠野なぎこ（8歳：中島ひな / 16歳：島居香奈）
- 早見青草（京友禅作家） - 石丸謙二郎
- 岸本慎一郎（青草の弟子） - 池内万作
- 榊めぐみ（秀楽の妻） - 大島さと子
- 梓しのぶ（青草の元内弟子・胡粉ネイルの共同開発者） - 宮本裕子
- 関本太一郎（胡粉ネイルの共同開発者） - 飯田基祐
- 友禅会場のスタッフ - 武発史郎
- 友禅流し職人 - 上村厚文
- 黄草の実家の近所 - 小山典子
- 寿司職人 - 正城慎太郎
- 山崎進（青草の主治医） - 山田裕
- 刑事 - 山根誠示
- 榊秀楽（青草のライバル） - 木之元亮

第2作「京都紅葉寺殺人事件〜秋の七草の秘密〜」（2012年）
- 奥平徳子（琵琶奏者） - 大路恵美
- 長谷川恵安（盲目の尼僧） - 川島なお美
- 笹田真里子（ツアーガイド） - 松尾れい子
- 尾花勇夫（京都中央医科大学病院 医学部心臓外科 主任教授） - 伊藤正之
- 葛城雅美（葛城の妻） - 速水今日子
- 藤原沙智子（藤原病院 院長） - 奈良崎まどか
- 神野正（藤原病院 元医師） - 北山雅康
- 戸板武（京都中央医科大学病院 元医師） - 鼓太郎
- 実松（湖南広域消防局 救急隊員） - 大滝明利
- 葛城真一（骨蕫「かつらぎ」店主・3年前水死） - 倉田てつを
- 千鶴（藤原病院 看護師） - 佐古真弓
- 糸宮忠夫（洛雲荘 主人） - 仲本工事
- 和歌浦和彦（医療機器メーカー「和歌浦工業」社長） - 隆大介

第3作「京都・舞妓殺人 死者からの招待状」（2013年）
- 夏乃（祇園の舞妓・本名「滝口奈央」・5年前死亡） - 野々すみ花
- 冬乃（芸妓・夏乃の先輩舞妓・本名「松本美弥子」） - 桜乃彩音
- 後藤渉（西陣帯匠屋社長） - 高知東生
- 大木達也（後藤の秘書） - 和田聰宏
- 坂本益恵（置屋さかもと 女将） - 石井苗子
- 豆花（夏乃の後輩舞妓） - 志保
- 巽寺 住職 - 温水洋一
- 野添（検視官） - 永倉大輔
- 彩子の内縁の夫 - 中倉健太郎
- 京都府警捜査一課 刑事 - 太田靖則、鈴木啓太、三角園直樹
- 栃木女子刑務所 刑務官 - 勇家寛子、ナオミ
- 白井（検死官） - 島崎義久
- 山岡雄三（ガラス工芸作家・美紗の幼馴染） - 升毅
- 柴田彩子（おばんざいや「詩季彩」店主・美紗の幼馴染） - 手塚理美

## スタッフ
- 脚本 - 佐伯俊道
- 監督 - 下村優、香月秀之
- プロデュース - 岡部紳二（1.2）、不破敏之、桜井卓也、川村庄子（3）、波田野憲雄（1）、佐々木亨（2）、櫻井一葉（3）
- プロダクション協力 - エーステレビ（1）、フェネック（2）、フレッシュハーツ（3）
- 制作 - テレビ東京、BSジャパン、PROTX

## 放送日程
| 話数 | 放送日         | サブタイトル                         | 原案                 | 脚本     | 監督     | 視聴率 |
| ---- | -------------- | ------------------------------------ | -------------------- | -------- | -------- | ------ |
| 1    | 2012年04月18日 | 京都・東山 密室トリック殺人事件      | 「京友禅の秘密」     | 佐伯俊道 | 下村優   | 8.9%   |
| 2    | 12月19日       | 京都紅葉寺殺人事件〜秋の七草の秘密〜 | 「柚子の寺殺人事件」 | 佐伯俊道 | 下村優   | 7.2%   |
| 3    | 2013年11月06日 | 京都・舞妓殺人 死者からの招待状      | 「京舞妓殺人事件」   | 佐伯俊道 | 香月秀之 | 6.5%   |

- 視聴率はビデオリサーチ調べ、関東地区・世帯